# Athelopsis
Athelopsis es un género de hongos corticoides en la familia Atheliaceae. Este género ampliamente difundido, contiene unas 10 especies, en la forma como está circunscripto es polifilético.

## Especies
- Athelopsis baculifera
- Athelopsis bispora
- Athelopsis colombiensis
- Athelopsis galzinii
- Athelopsis glaucina
- Athelopsis gloeocystidiata
- Athelopsis lacerata
- Athelopsis lembospora
- Athelopsis lunata
- Athelopsis subinconspicua
- Athelopsis virescens